# Neopodoctis taprobanicus
Neopodoctis taprobanicus is een hooiwagen uit de familie Podoctidae.